# Georg Friedrich Händel
Georg Friedrich Händel o en grafia anglesa George Frideric Handel (o Haendel) (Halle, 23 de febrer de 1685 – Londres, 14 d'abril de 1759), fou un compositor del barroc britànic nascut a Alemanya, considerat una de les figures cimera de la música del Barroc i un dels compositors més influents de la música occidental i universal. En la història de la música, és el primer compositor en haver adaptat i enfocat la seva música per a satisfer els gustos i necessitats del públic, en comptes dels de la noblesa i dels mecenes, com era habitual.
Considerat el successor i continuador de Henry Purcell, va marcar tota una època en la música anglesa. És el primer gran mestre de la música basada en la tècnica de l'homofonia i el més gran dins de l'àmbit dels gèneres de la opera seria italiana i l'oratori anglès.
El seu llegat musical, síntesi dels estils alemany, italià, francès i anglès de la primera meitat del segle xviii, inclou obres en pràcticament tots els gèneres de la seva època, on 43 òperes, 26 oratoris (entre ells El Messies) i un llegat coral són el més excel·lent i important de la seva producció musical. Va influir profundament en altres compositors més tardans, com Gluck, Haydn, Mozart, i Beethoven.

## Biografia

### Família
El 1609 es va instal·lar a Halle, a Saxònia, un courer de Breslau, anomenat Valentin Hendel. Es va convertir en un mestre del seu ofici i un burgès de la ciutat. Es va casar amb Anna, filla d'un altre courer anomenat Samuel Beichling d'Eisleben, i va ser succeït en el seu negoci pels seus dos fills grans, Valentin i Christoph, el 1636. El seu tercer fill, Georg, nascut l'any 1622 i el que seria el pare de Georg Friedrich, als vint anys es va casar amb Anna Oettinger, la vídua d'un barber de qui havia estat aprenent, i esdevingué un barber-cirurgià de prestigi que va servir en la cort del ducat de Saxònia-Weissenfels i el marcgraviat de Brandenburg.
Amb aquest matrimoni va tenir tres fills i tres filles, dels quals només dos van viure per créixer. Quan
tenia seixanta-dos anys va morir la seva dona, i es va casar amb una dona d'uns trenta anys més jove que ell, Dorothea Taust, filla del pastor de Giebichenstein, un poble de la Saale a poca distància de Halle, on havia estat nomenat cirurgià de districte el 1652. La descendència del segon matrimoni constava de dos fills i dues filles. El fill gran va morir en néixer, i el petit es diria Georg Friedrich.

### Infantesa i formació

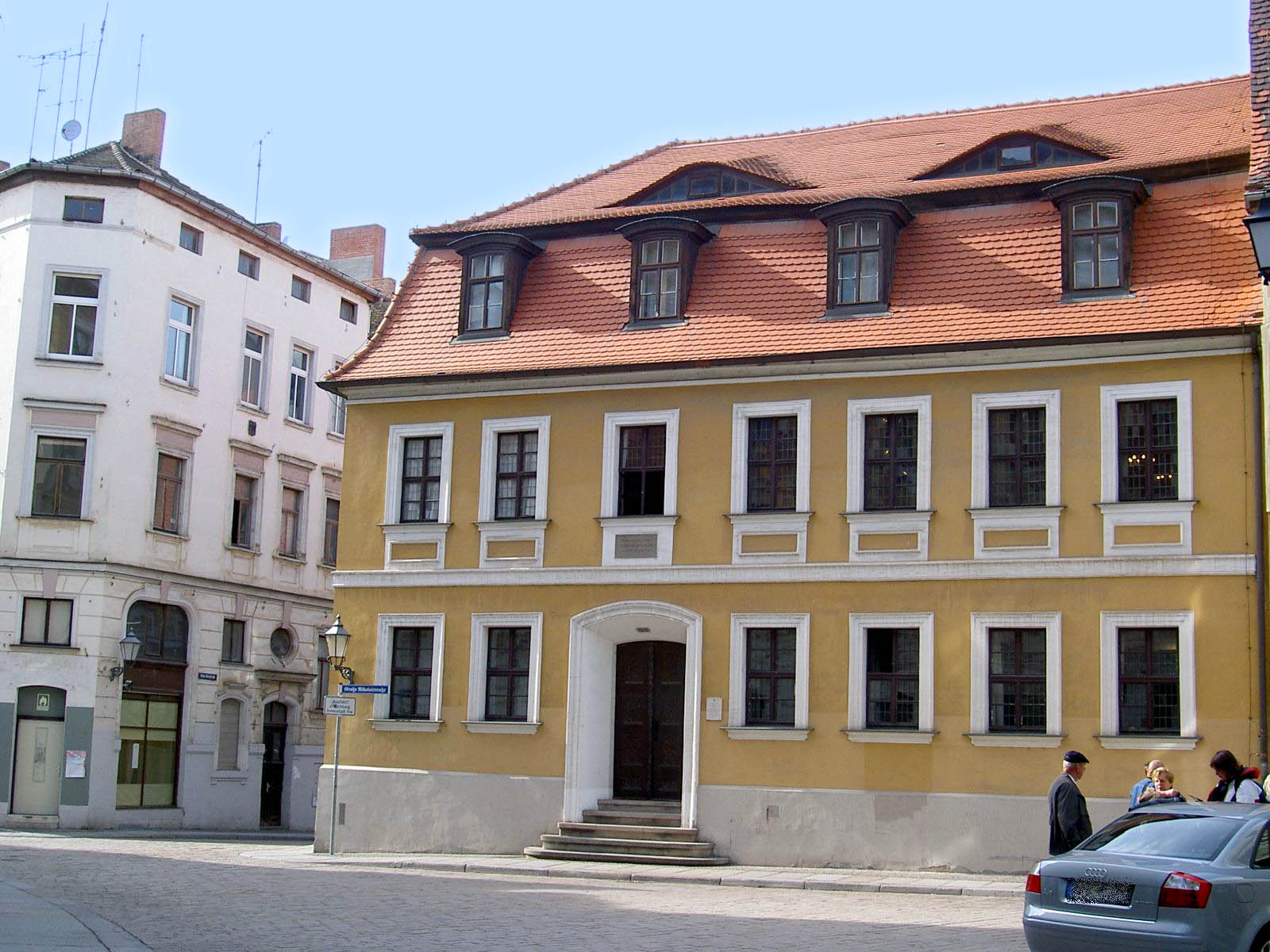
Casa de Halle on va néixer Händel

Georg Friedrich Händel va néixer el 23 de febrer de 1685, quatre setmanes abans que Johann Sebastian Bach, a la ciutat de Halle, situada al ducat de Magdeburg del Sacre Imperi Romanogermànic (actual Alemanya), fill de Georg Händel i Dorothea Taust. La família era benestant encara que mancada d'una tradició musical. El seu pare tenia 63 anys quan va néixer Georg Friedrich. D'acord amb el primer biògraf de Händel, John Mainwaring, «havia descobert tan forta propensió per la música que el seu pare, que sempre havia desitjat que es dediqués a l'estudi del Dret Civil, va tenir raons per alarmar-se. Li va prohibir estrictament que jugués amb qualsevol instrument musical, però Händel va trobar mitjans per aconseguir un petit clavicordi que va transportar en privat a una habitació a la part superior de la casa. S'escapava a aquesta sala constantment quan la família estava dormint». A una edat primerenca, Händel va esdevenir un hàbil intèrpret d'orgue i clavicèmbal.

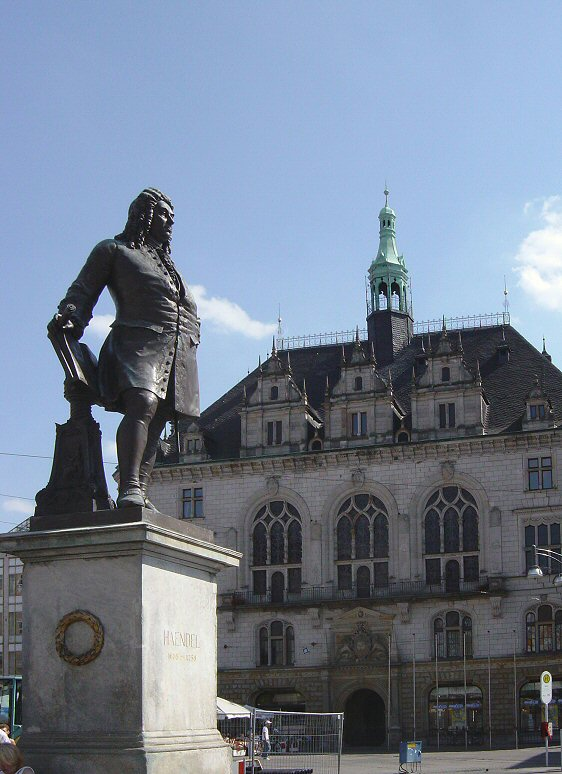
Estàtua de Händel a Halle

Händel i el seu pare van viatjar a Weissenfels per visitar el germanastre de Händel, Carl, o nebot, Georg Christian, que servia com a ajudant de cambra per al duc Joan Adolf I. En aquest viatge, el jove Händel es va asseure al tamboret de l'orgue de l'església del palau, on va sorprendre a tots amb la seva interpretació de l'instrument. Aquesta actuació va ajudar Händel i al duc a convèncer el seu pare perquè li permetés prendre lliçons de composició musical i tècnica del teclat amb Friedrich Wilhelm Zachau, l'organista de la Marienkirche de Halle. Zachau componia la música per als cultes dominicals a l'església luterana i d'ell Händel va aprendre sobre harmonia i contrapunt, la còpia i l'anàlisi de partitures i va aprendre a tocar l'oboè, el violí, el clavicèmbal i l'orgue. Zachau era un músic obert als nous corrents que ell mateix va arribar a plasmar en algunes composicions. Al seu costat, Händel va descobrir tècniques i mètodes de composició que es repetirien constantment a les obres de maduresa i que apareixen ja en unes Àries alemanyes per a tenor, soprano, dos oboès i baix continu compostes en la infantesa. El 1698, Händel va interpretar per a Frederic I de Prússia i es va reunir amb Giovanni Bononcini a Berlín.
Als onze anys, en ocasió d'un viatge a Berlín per conèixer de prop la cort de Frederic I de Prússia, es va guanyar fins a tal punt l'aplaudiment i l'admiració de tothom pel seu domini del teclat, que el rei va pregar al seu pare que el deixés sota la seva protecció per proporcionar-li una formació musical adequada. Però malgrat això, Händel va tornar a Halle per continuar els seus estudis. L'any següent va morir el pare.

### Hamburg

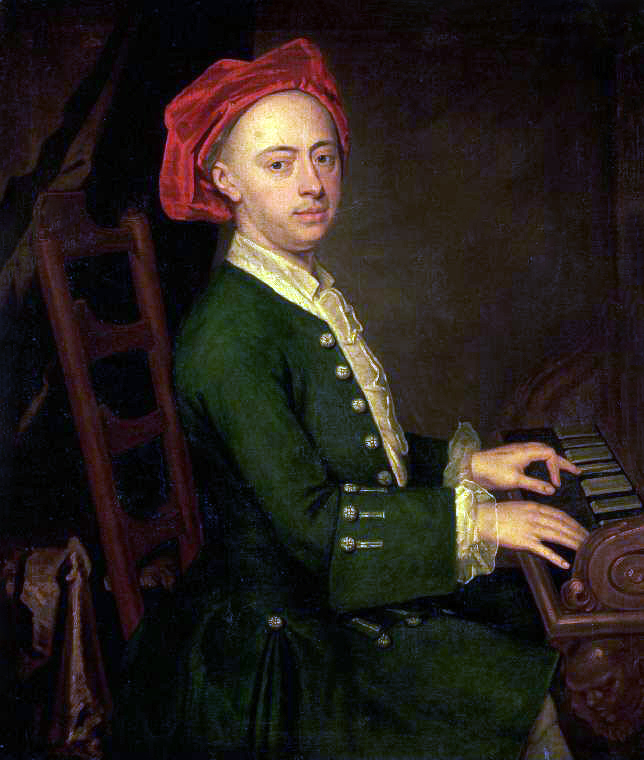
Händel de jove

La vida rutinària d'estudi i pràctica de la música no omplia les seves ànsies musicals per més que a vegades comencés a substituir Zachau a l'orgue de l'església i que, el 1702, obtingués un contracte com a organista de la catedral de Halle i s'inscrigués per estudiar dret a la Universitat de Halle. Es creu que va ser en aquesta època quan va conèixer Georg Philipp Telemann, amb qui el va unir una amistat duradora. Finalment, el 1703 va marxar cap a Hamburg, per tocar com a violí segon a l'orquestra d'aquesta ciutat. A Hamburg, que el 1678 havia inaugurat un teatre d'òpera, el primer teatre públic d'Alemanya, coneix la nova forma teatral barroca, nascuda a començament de segle a Florència. Hi va entaular una fructífera amistat amb Johann Mattheson, teòric i historiador de música que es va convertir en professor, introductor en els cercles culturals i alhora alumne de Händel. Acompanyat de Matheson, va fer un viatge a Lübeck per a escoltar l'organista Dietrich Buxtehude.
Reinhard Keiser, en aquell moment director de l'Òpera d'Hamburg, no va saber acceptar l'èxit händelià de la primera òpera, Almira, estrenada el 8 de gener de 1705, i on Händel va donar mostres de la seva gran capacitat per reunir diversos elements, com són les àries italianes, les referències a la cantata alemanya i algun dels motius del mateix Keiser en un conjunt molt homogeni.
Va tenir un duel a espasa amb Matheson, en el qual va estar a punt de perdre la vida, però es va salvar perquè la punta de l'espasa del seu enemic es va trencar en topar amb un botó de la casaca. Poc després, el públic, que no va saber comprendre la transparència orquestral de la qual Händel començava a fer gala, va rebutjar la seva segona òpera, Nero (1705) (actualment perduda), i aquest es va retirar en espera d'ocasions millors. Entretant va compondre algunes sonates, alguns dels concerts per a oboè i part del Klavierbuch aus der Jugendzeit, llibre per iniciar-se als instruments de teclat.
La fallida de Keiser el fa decidir d'abandonar Hamburg i acceptar la invitació de Gastó de Mèdici per viatjar cap a Itàlia. Amb la partida de Händel el 1706 se certifica la defunció del gènere a Alemanya fins a l'aparició de Gluck, Mozart i Haydn, a la segona meitat del segle.

### Itàlia
El 1706 emprèn un viatge a Itàlia, on va visitar les cases de distingits ciutadans a Roma, Venècia, Florència, Nàpols i Siena. Els seus primers mesos d'estada a Itàlia els va dedicar a l'estudi dels compositors italians de moda: Benedetto Marcello, Giacomo Carissimi o Andrea Gabrieli i el seu nebot Giovanni Gabrieli. La grandiositat harmònica i el sentit dramàtic que anaven impregnant les obres del compositor alemany li van permetre entrar en els cercles musicals romans. El cardenal Colonna li encarregà algunes obres destinades a la Verge i el cardenal Ottoboni, que s'havia envoltat de músics de la talla de Domenico Scarlatti, Arcangelo Corelli o Antonio Caldara, el va rebre en les seves vetllades musicals dels dimecres, per a les quals va compondre algunes obres.
A Florència estrena la cantata Lucrezia. L'any següent va arribar a Roma on va admirar en tota la seva grandesa els cants de l'església catòlica. D'aquesta època daten les anomenades Cantates Romanes, conjunt de cantates influïdes per l'estil italià. De retorn a Florència va representar la seva òpera Rodrigo, que li va reportar, a més d'un gran triomf, el favor de Cosme III de Mèdici, el Gran Duc de Toscana, i de la cantant Vittoria Tarquini. Després va anar a Venècia, considerada en aquella època la metròpoli musical d'Itàlia, que posseïa quinze teatres d'òpera: allí va conèixer al príncep de Hannover, Ernst August, i el duc de Manchester, ambaixador d'Anglaterra, que l'animà a fer un viatge a aquest país i establir-se a Londres.
Amb una gran popularitat, tornà a Roma el 1708, i el marquès Ruspoli el relacionà amb l'aristocràcia i la intel·lectualitat de la ciutat. Allí, a l'anomenada «Acadèmia de l'Arcàdia», va conèixer els futurs pontífexs Climent XI, Innocenci XIII, Climent XII i Benet XIII, molts cardenals, els prínceps de Baviera i Portugal i la reina de Polònia. Entre els músics conegué Alessandro Scarlatti, amb el fill del qual, Domenico, va conrear una gran amistat, Arcangelo Corelli, Bernardo Paquini, etc. En aquesta època va compondre les Cantates italianes, que es van popularitzar ràpidament (una d'elles, Armida Abbandonata, va ser copiada per Johann Sebastian Bach), i els oratoris La Resurrezione i The Triumph of Time and Truth.
Aquell mateix any va marxar cap a Nàpols amb Scarlatti, on va rebre el nomenament de primer organista de la Capella Reial, i més tard el de director (1709). També va ser designat mestre al conservatori dels Poveri di Gesù Cristo. Aquesta ciutat era, en germen, la seu de la nova escola operística cridada a renovar el gènere al llarg del segle xviii. Acollit amb grans honors, va rebre l'encàrrec de compondre una cantata per al casament del duc d'Alvito, Aci, Galatea e Polifemo.

### Hannover
Deixà Nàpols, i va representar a Venècia la seva òpera Agrippina, que va ser càlidament aplaudida i elogiada. Quan Händel semblava decidit a quedar-se a la ciutat dels canals per treure el màxim profit del seu èxit, el 1710 va rebre la temptadora oferta d'ocupar la plaça de mestre de capella de la cort de Hannover. Però la seva inquietud el va obligar a demanar una llicència per anar a Londres, on va ser presentat a la reina Anna. Immediatament se li va encarregar la composició d'una òpera, Rinaldo, que va estar acabada en dues setmanes i duta a escena el 14 de febrer de 1711, amb gran èxit que va permetre al compositor reincorporar-se al seu càrrec de Kapellmeister a Hannover amb la seguretat d'haver conquerit l'estimació de la ciutat que aviat seria la seva per la resta dels seus dies. De retorn a Hannover va escriure els concerts per a oboè, sonates per a flauta, lieder i cantates alemanyes amb poesies de Barthold Heinrich Brockes (Brockes-Passion).

### Londres

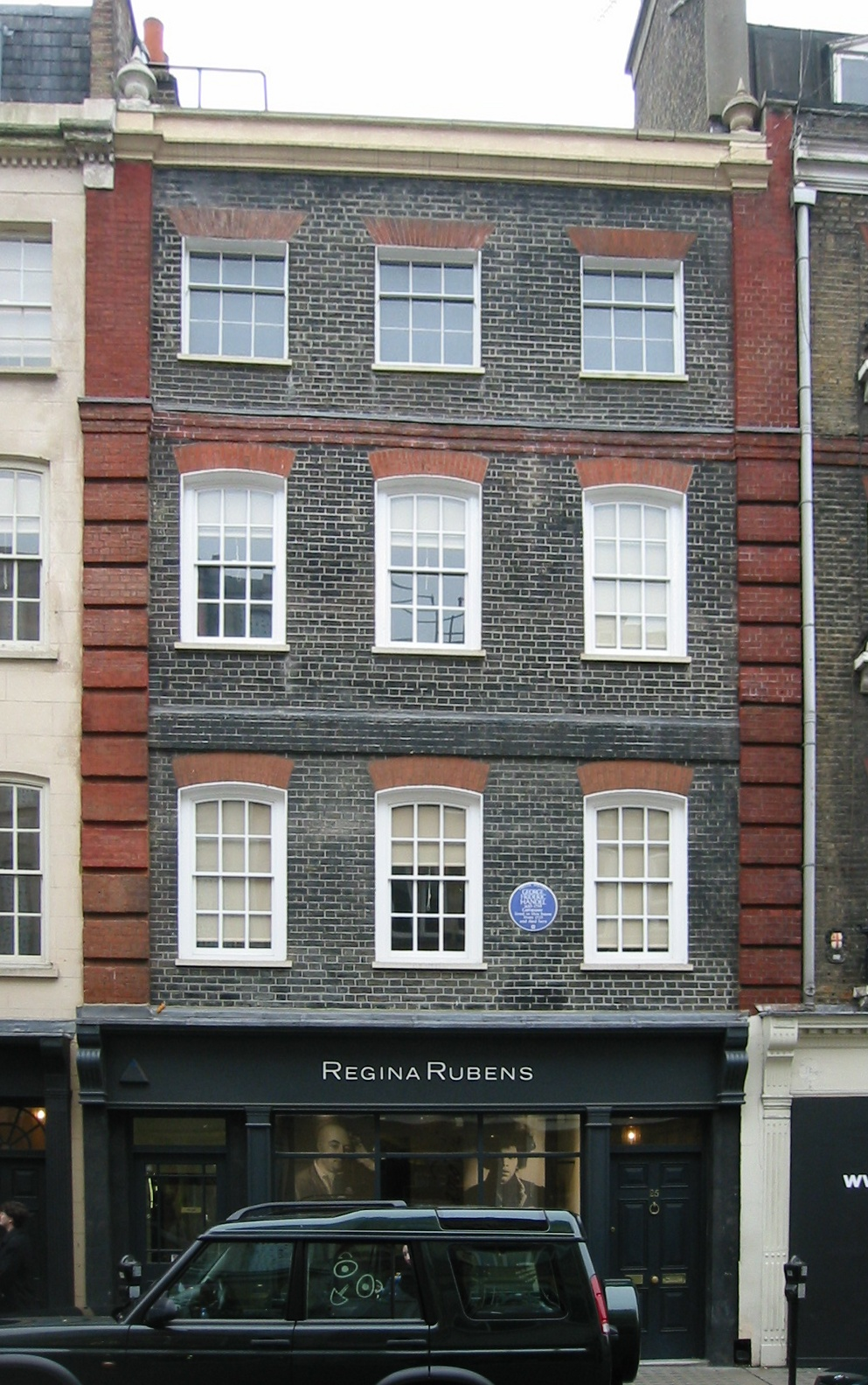
Casa de Händel a Londres, al 25 Brook Street

El 1712 torna a Anglaterra, representà Il pastor fido, i el desembre del mateix any compon, en pocs dies, l'òpera Teseo que va ser estrenada el gener de 1713. Amb motiu de la Pau d'Utrecht va escriure un Te Deum (avui anomenat Te Deum d'Utrecht). Per celebrar l'aniversari del natalici de la reina Anna va compondre una oda (Ode for the Birthday of Queen Anne). Llavors, ella mateixa li va encarregar un Te Deum i un Jubilate, que van ser estrenats el 7 de juliol. Així aconseguí ser nomenat compositor de la cort, malgrat que estava prohibit que un estranger escrivís música per a actes oficials.
Händel establia així els fonaments del que seria el seu arrelament definitiu a Anglaterra i va renunciar al seu càrrec de Hannover. El 1714 va morir la reina Anna i la succeí Jordi I. Llavors emprengué una lluita per conquerir el seu favor. La veritat és que Händel va tornar a gaudir de privilegis i va ser nomenat mestre de capella de Hannover, lloc on va acompanyar el rei el mes de juliol de 1716.
De retorn a Londres, va compondre una de les seves obres instrumentals de més prestigi, la Música aquàtica, estrenada el juliol de 1717. Fins llavors, allotjat a Londres a casa del comte de Burlington, Händel no n'havia ofert més que obres ocasionals, ja que, de moment, necessitava situar-se i buscar punts de suport. El primer d'ells li va venir amb la invitació del duc de Chandos, mecenes enriquit, que el va rebre al seu fastuós palau de Cannons a final de 1717, a on va romandre fins a 1719.
A Cannons Händel es va iniciar en un gènere que li va proporcionar una gran glòria: la música vocal d'inspiració religiosa en llengua anglesa. Per al duc escriví el 1718 els onze Chandos Anthems, tres Te Deum i vuit suites per a clavecí, així com la nova versió de la cantata profana Acis i Galatea, sobre text de John Gay, i la primera versió de l'oratori Hamman and Mordecai conegut com a Esther. Aquest període va marcar Händel la línia a seguir en la seva activitat musical posterior.

#### La Royal Academy of Music
El 1719 Händel ocupà el càrrec de director musical de la Royal Academy of Music, societat d'accionistes creada per oferir representacions al King's Theatre. Comença una nova fase de la seva vida, com a empresari operístic. Desenvolupà una activitat plena de dinamisme, immune al cansament, al desànim i a l'adversitat. Desfeu intrigues, lluità amb castrati i prime donne (entre elles les famoses Faustina i Cuzzoni, posseïdores d'una prodigiosa tècnica vocal), tot això sense deixar de compondre amb sorprenent rapidesa, qualitat i mestratge.
Amb la missió de reclutar primeres veus va marxar a Itàlia; a la seva tornada, ja el 1720, es va iniciar la temporada, i va obtenir el seu primer èxit apoteòsic amb Radamisto, dedicada al rei. L'èxit va inclinar Händel a demanar al rei un privilegi de protecció de drets d'autor, la qual cosa dona idea de quan perilloses començaven a ser les edicions pirates de les partitures händelianes.
S'oposà al compositor Giovanni Bononcini i es veié obligat a escriure una òpera en col·laboració, Muzio Scevola, el primer acte de la qual va ser compost per un músic anomenat Pippo, el segon per Bononcini i el tercer pel mateix Händel. Els honors del triomf van correspondre al compositor italià fins que Händel prengué la revenja amb la seva òpera Ottone, a la qual van seguir Giulio Cesare (1724), Tamerlano, Rodelinda i Scipione (1725).
El 1726 va succeir una cosa totalment imprevista a l'escena: a l'òpera Alexandre les dues cantants abans esmentades representaven els papers de les amants del gran conqueridor, però la seva rivalitat va augmentar fins a tal punt que no van poder contenir-se i es van estirar dels cabells i es van enganxar en una violenta baralla davant l'auditori, presidit per la princesa de Gal·les. Es diu que Händel no va perdre la serenitat, ans al contrari, animava les contendents amb sonors redoblaments de timbals al mateix temps que deia: «Deixeu-les. Quan estiguin cansades, el seu furor caurà per si sol».
Sempre actiu, segueix escrivint òperes: Riccardo Primo, dedicada al rei Jordi I (a qui també va dedicar els seus Coronation Anthems), Siroe, Tolomeo i Admeto, que va ser l'última obra representada a l'Acadèmia, que es va veure obligada a tancar portes en condicions de bancarrota. S'hi va sumar el gran èxit obtingut per l'òpera The Beggar's Opera, amb llibret de John Gay i música de Johann Christoph Peppush, sàtira cruel sobre la situació polític-social del Londres del moment i dura crítica a l'òpera italiana. Aquesta obra, estrenada el 29 de gener de 1728, es va mantenir molt temps en cartell i va arribar a presentar-se a París i Nova York.
Llavors Händel emprèn un viatge a Itàlia a la recerca de nous elements: aquest viatge va durar gairebé un any i va tornar amb cantants, llibrets i partitures italianes. En tornar, refunda l'Acadèmia i posa en escena Lotario, Partenope, repeteix Aci e Galatea amb cors, Ezio, Orlando, Deborah i Athalia, moltes d'elles amb llibret de Pietro Metastasio, que s'estava imposant com a llibretista de moda a causa dels seus coneixements històrics i escènics.
La situació empitjora quan un grup de nobles, animats per raons de tipus polític i emparats pel príncep de Gal·les, descontent amb l'activitat de la Royal Academy protegida pel seu pare el rei, van fundar el 1733 la Nobility Opera. La nova companyia contractà el cèlebre castrato Carlo Broschi, anomenat Farinelli, a la Parmigiana, els compositors Nicola Porpora i Johann Adolph Hasse, i la companyia de Händel. El seu soci Heidegger, en veure millors guanys i major prestigi en la nova institució, va oferir l'any següent el King's Theatre a la companyia de la Nobility. La Nobility contractava el millor del mercat i les obres de Porpora i Hasse es van anar succeint amb bastant èxit.
El 1734 inaugura una temporada al Covent Garden amb l'òpera-ballet Terpsícore. Sosté lluites tremendes fins que l'any 1737, a l'edat de 52 anys, durant la nit del 12 al 13 d'abril pateix un atac de paràlisi. La seva empresa va tancar. El seu estat general era deplorable: estava afectat del costat dret, amb el cervell lesionat i amb la mà dreta paralitzada. La seva depressió era tan gran, acorralat pels deutes i el sofriment, que es negava a guarir-se. Per fi, alguns dels seus amics van reeixir a enviar-lo a les termes d'Aquisgrà: es va recuperar com si fos un miracle. Un dels seus biògrafs diu: «immediatament el gegant ressuscitat va reprendre la seva lluita».
Es lliurà a la feina amb febril dedicació: el 15 de novembre comença Faramondo; del 7 al 17 de desembre escriu, per als funerals de la reina, el Funeral Anthem for Queen Caroline; el 24 acaba Faramondo i el 25 comença Serse. Però les contrarietats no cessen: els seus creditors l'amenacen de tancar-lo a la presó i per evitar-ho es veu obligat a acceptar fer un concert de beneficència (maig de 1728). Però al mes següent rep el reconeixement públic: als jardins de Vauxhall, sobre el Tàmesi, lloc de cita de la societat de Londres, se li aixeca una estàtua. Encoratjat, comença Saül, que va ser estrenada el 27 de setembre.

#### Els oratoris

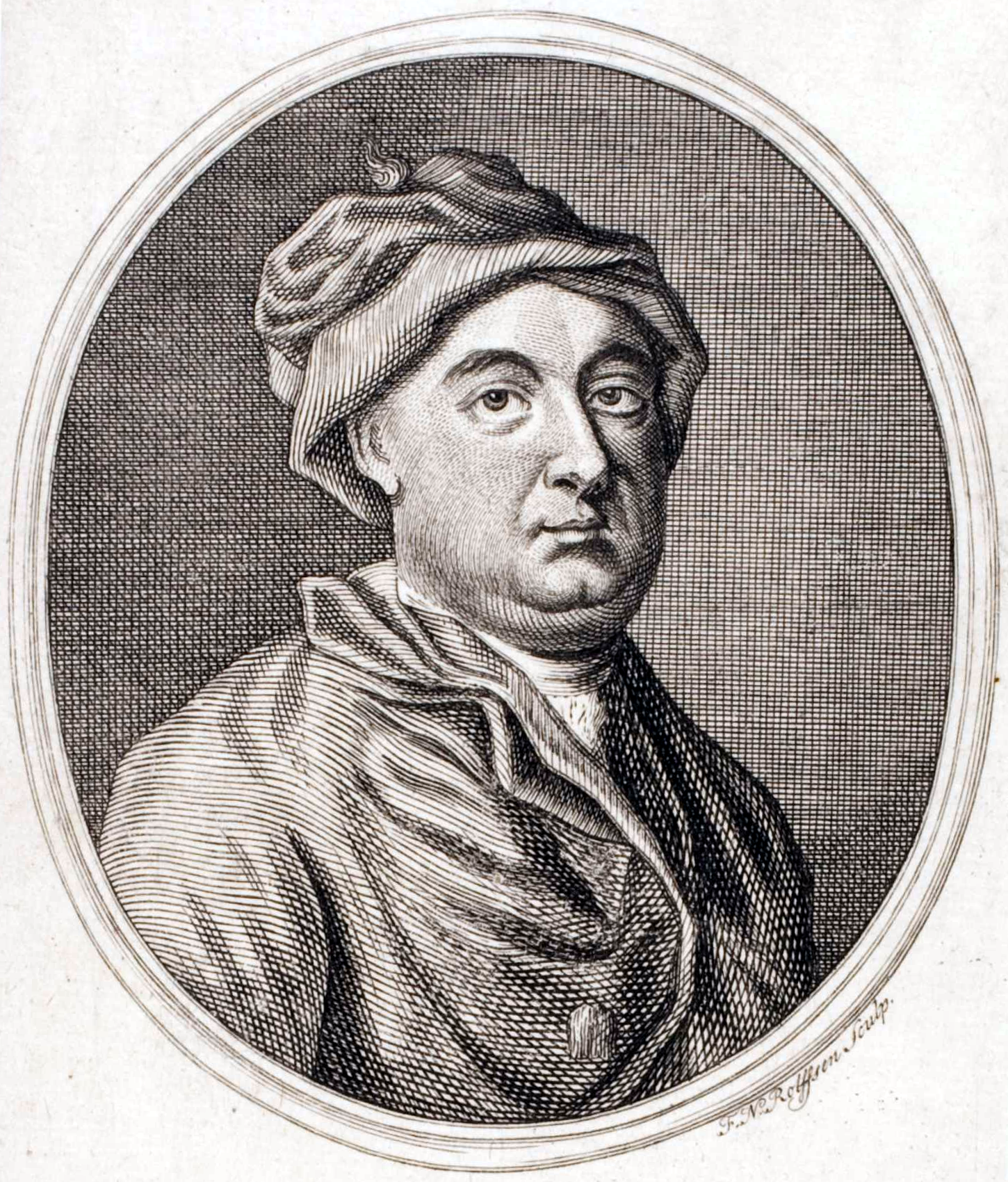
Händel el 1741

Sense acabar de decidir-se per seguir els consells dels més pròxims i amics que li recomanaven abandonar el gènere líric italià, Händel va endinsar-se en el camp de l'oratori en llengua anglesa que ja conreava des de feia llargs anys. Aquesta contradicció entre les seves intencions i els gustos cada vegada més determinants del públic burgès londinenc van acabar per convèncer-lo que havia d'acceptar la invitació del lloctinent d'Irlanda William Cavendish i, el 1741, es va traslladar a Dublín, on va donar una llarga sèrie de concerts amb les seves obres més rellevants en el camp de la música vocal.
El 7 d'octubre comença Israel in Egypt que acaba el dia 28 del mateix mes, encara que aquesta obra, en vida de Händel sempre va fracassar. Händel amb l'objectiu d'oferir a aquesta generosa nació una cosa nova, va compondre, entre el 23 d'agost i el 14 de setembre, el seu extraordinari oratori El Messies, que va ser estrenat el 12 d'abril de 1742. L'èxit el va acompanyar des de la seva primera audició. La seva activitat no coneixia repòs.
Acabada la temporada irlandesa l'agost, Händel va ser reclamat pel monarca, la qual cosa prova que no era totalment lliure de fer el que volgués. Ja a Londres, es va dedicar plenament al nou gènere, del que esdevindria el mestre indiscutible. Escriu successivament Samson, Semele, Joseph and his Brethren Dettingen Te Deum (per celebrar les victòries del duc de Cumberland sobre els francesos), Belshazzar i la tragèdia Hercules. Basats en texts inspirats en la Bíblia o, de vegades, en la mitologia clàssica, es van estrenar amb diferent resultat d'audiència.
Però el 1745 novament va estar a la vora de la ruïna: va caure en una postració semblant a la de 1737, que li va durar vuit mesos. Un esdeveniment inesperat li va aixecar l'ànim: el pretendent al tron, Carles Eduard, va desembarcar a Irlanda: tot el país es va revoltar i l'exèrcit de highlanders va marxar sobre Londres. La capital es va consternar, però Händel es va unir als seus habitants. El 14 de novembre, al Drury Lane, fa cantar un Himne per als enrolats voluntàriament. Va escriure l' An Occasional Oratorio, en el qual convidava als anglesos a lluitar contra l'invasor; i Judas Maccabaeus, escrit entre el 9 de juliol i l'11 d'agost de 1746. És com l'«himne a la victòria» compost per festejar el triomf del Duc de Cumberland. A aquesta obra s'associa una feliç circumstància: Händel s'havia convertit en el músic nacional d'Anglaterra, i així és proclamat. A partir d'aquest moment no coneixerà més preocupacions materials: reprèn la seva creació amb Alexander Balus, Joshua, Solomon, Susanna, Música per als reials focs d'artifici, etc.

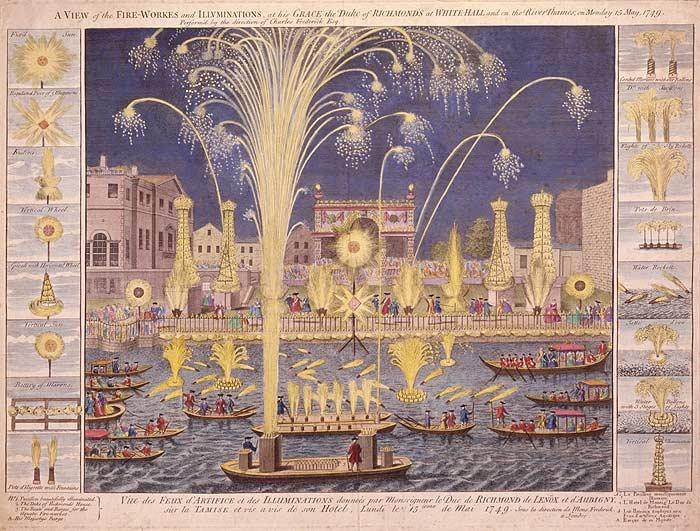
Castells de foc reials el 1749

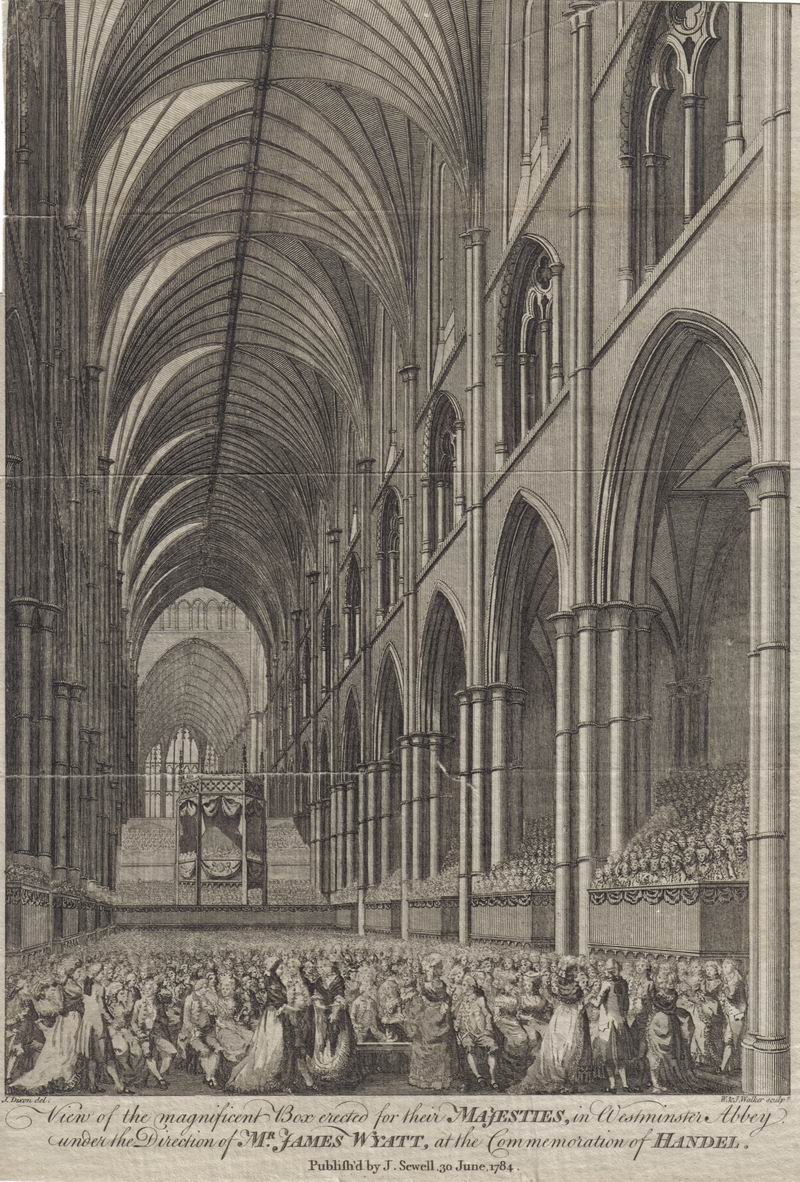
Commemoració de Händel el 1784 a l'abadia de Westminster

Els oratoris que estrenava ara ho feia en una nova modalitat d'espectacle, el concert obert a tots els públics, ja que el tradicional sistema d'abonament només beneficiava les classes socials altres. L'experiència va ser molt positiva i va permetre a Händel convertir-se en un músic molt popular. Prova evident d'això va ser la resposta popular que va obtenir l'estrena del Music for the Royal Fireworks (1749), obra escrita per celebrar el final de la guerra de Successió austríaca, que s'havia de compaginar amb focs artificials. Abans de la cerimònia oficial es va efectuar un assaig general de l'orquestra als jardins de Vauxhall que va convocar uns 12.000 espectadors.
El 1750 fa un viatge a la seva terra natal, Halle. Allí va rebre la notícia de la mort del seu gran contemporani: Johann Sebastian Bach. El 1751 és un any dolent per a Händel: havia iniciat la composició de Jephtha i havia escrit el primer acte en tretze dies. Onze dies més tard va arribar a la penúltima escena del segon acte, però allí va haver de suspendre'l: en començar el fragment del cor final que diu «Quant ombrívols, oh Senyor, són els teus designis», es va veure obligat a aturar-se. Va escriure: «He arribat aquí el dimecres 13 de febrer, impedit per continuar a causa de la meva visió de l'ull esquerre». El 30 d'agost havia perdut la vista. Va escriure: «Eclipsi total. El món s'ha esborrat». Operat tres vegades de cataractes, l'última vegada el novembre de 1752, Händel estava absolutament cec.
El 6 d'abril de 1759 encara tenia forces per tocar la part d'orgue de Messiah, però sofreix un desmai a la meitat de l'execució. Va morir el dissabte sant, 14 d'abril d'aquest mateix any. El dia 11 havia escrit: «Voldria morir el Divendres Sant, en l'esperança de reunir-me a Déu, el meu dolç Senyor i Salvador, el dia de la seva Resurrecció». Va ser enterrat a l'abadia de Westminster el 20 d'abril de 1759.
La música de Händel arriba a grans altures: els seus cors són d'una grandiositat insospitada. Mozart, referint-se a ell deia: «(Händel) pressent l'efecte millor que tots nosaltres. Quan ho desitja, colpeja com un llamp». I Beethoven afirmava: «Heus aquí la veritat».

## Obres

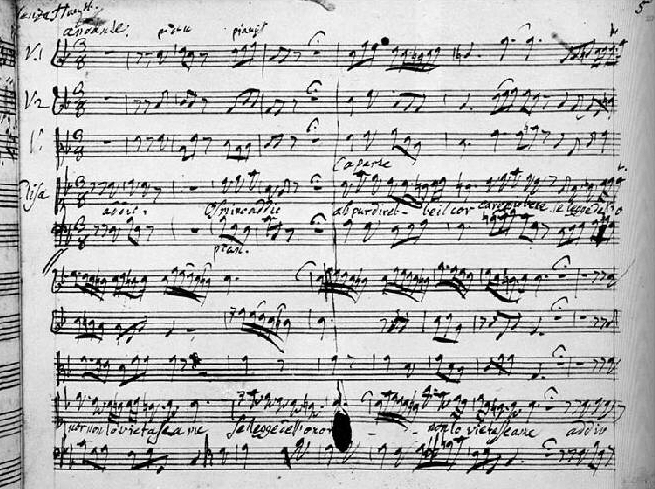
Manuscrit de l'òpera Tolomeo

La seva producció és molt important en tots els gèneres practicats del seu temps, i el seu catàleg HWV (incials de Händel Werke Verzeichnis catàleg d'obres de Händel), que inclou en total 612 registres més 25 suplements i obres dubtoses i perdudes, va ser elaborat i publicat entre 1978 i 1986 en tres volums. El catàleg HWV és un sistema de numeració usat per identificar les obres de Händel. A diferència d'altres catàlegs que són ordenats cronològicament, el HWV està classificat per tipus d'obra de gèneres i segons la seva naturalesa vocal o instrumental, igual com el catàleg BWV de Bach, el catàleg KV de Mozart i el catàleg RV de Vivaldi.
A part de les òperes, oratoris i cantates, aquestes són algunes de les seves obres instrumentals més notables:
- Música aquàtica HWV 348-350 (1717)
- Music fur the Royal Fireworks HWV 351 (1749)
- 15 sonates per a diversos instruments (flauta, oboè, violí) i baix continu opus 1 HWV 359-373 (1732)
- 13 sonates en trio per a dos violins, dos oboès, dues flautes i baix continu opus 2 HWV 386-391 (1733) i per a dos violins, dues flautes i baix continu opus 5 HWV 396-402 (1739)
- 18 Concerti grossi opus 3 HWV 312-317 (1734) i opus 6 HWV 319-330 (1740)
- 3 concerti a due cori (HWV 332-334)
- 12 Concerts per a orgue opus 4 HWV 289-294 (1738) i opus 7 (HWV 306-311) + 4 separats (HWV 295, 296a, 304, 305a)
- 3 concerts per a oboè HWV 287, 301 (1740), 302a (1740)
- Concert per a violí HWV 288
- 17 Suites per a clavecí volum 1 HWV 426-433 (1720) i volum 2 HWV 434-442 (1733)
- 6 Fugues o Voluntarys per a orgue o clavecí HWV 605-610 (1735)
- Dixit Dominus HWV 232 (1707)
- Nisi Dominus HWV 238 (1707)
- Salva Regina HWV 241 (1707)
- Coronation Anthems HWV 258-261 (1727)
- Chandos Anthems HWV 246-256

### Òperes
| Òperes |                         |                        |                                             |                       |
| HWV    | Títol                   | Estrena                | Lloc                                        | Comentari             |
| 1      | Almira                  | 8 de gener de 1705     | Oper am Gänsemarkt, Hamburg                 |                       |
| 2      | Nero                    | 25 de febrer de 1705   | Oper am Gänsemarkt, Hamburg                 | música perduda        |
| 3      | Florindo                | de 1708                | Oper am Gänsemarkt, Hamburg                 | música perduda        |
| 4      | Daphne                  | de 1708                | Oper am Gänsemarkt, Hamburg                 | música perduda        |
| 5      | Rodrigo                 | de 1707                | Teatro Civico Accademico, Florència         |                       |
| 6      | Agrippina               | 26 de desembre de 1709 | Teatro San Giovanni Grisostomo, Venècia     |                       |
| 7a/b   | Rinaldo                 | 24 de febrer de 1711   | Queen's Theatre, Londres                    |                       |
| 8a/b/c | Il pastor fido          | 12 de novembre de 1712 | Queen's Theatre, Londres                    |                       |
| 9      | Teseo                   | 10 de gener de 1713    | Queen's Theatre, Londres                    | Llibret d'Aimo        |
| 10     | Silla                   | 2 de juny de 1713 ?    | Queen's Theatre o Burlington House, Londres |                       |
| 11     | Amadigi di Gaula        | 25 de maig de 1715     | King's Theatre, Londres                     |                       |
| 12a/b  | Radamisto               | 27 d'abril de 1720     | King's Theatre, Londres                     |                       |
| 13     | Muzio Scevola           | 15 d'abril de 1721     | King's Theatre, Londres                     |                       |
| 14     | Floridante              | 9 de desembre de 1721  | King's Theatre, Londres                     |                       |
| 15     | Ottone                  | 12 de gener de 1723    | King's Theatre, Londres                     |                       |
| 16     | Flavio                  | 14 de maig de 1723     | King's Theatre, Londres                     |                       |
| 17     | Giulio Cesare in Egitto | 20 de febrer de 1724   | King's Theatre, Londres                     | Llibret d'Aimo        |
| 18     | Tamerlano               | 31 d'octubre de 1724   | King's Theatre, Londres                     |                       |
| 19     | Rodelinda               | 13 de febrer de 1725   | King's Theatre, Londres                     |                       |
| 20     | Scipione                | 12 de març de 1726     | King's Theatre, Londres                     |                       |
| 21     | Alessandro              | 5 de maig de 1726      | King's Theatre, Londres                     |                       |
| 22     | Admeto                  | 31 de gener de 1727    | King's Theatre, Londres                     |                       |
| 23     | Riccardo Primo          | 11 de novembre de 1727 | King's Theatre, Londres                     |                       |
| 24     | Siroe                   | 17 de febrer de 1728   | King's Theatre, Londres                     | Llibret de Metastasio |
| 25     | Tolomeo                 | 30 d'abril de 1728     | King's Theatre, Londres                     |                       |
| 26     | Lotario                 | 2 de desembre de 1729  | King's Theatre, Londres                     |                       |
| 27     | Partenope               | 21 de febrer de 1730   | King's Theatre, Londres                     |                       |
| 28     | Poro, re dell'Indie     | 2 de febrer de 1731    | King's Theatre, Londres                     | Llibret de Metastasio |
| 29     | Ezio                    | 11 de gener de 1732    | King's Theatre, Londres                     | Llibret de Metastasio |
| 30     | Sosarme                 | 15 de febrer de 1732   | King's Theatre, Londres                     |                       |
| 31     | Orlando                 | 27 de gener de 1733    | King's Theatre, Londres                     |                       |
| 32     | Arianna in Creta        | 26 de gener de 1734    | King's Theatre, Londres                     |                       |
| 33     | Ariodante               | 8 de gener de 1735     | Covent Garden Theatre, Londres              |                       |
| 34     | Alcina                  | 16 d'abril de 1735     | Covent Garden Theatre, Londres              |                       |
| 35     | Atalanta                | 12 de maig de 1736     | Covent Garden Theatre, Londres              |                       |
| 36     | Arminio                 | 12 de gener de 1737    | Covent Garden Theatre, Londres              |                       |
| 37     | Giustino                | 16 de febrer de 1737   | Covent Garden Theatre, Londres              |                       |
| 38     | Berenice                | 18 de maig de 1737     | Covent Garden Theatre, Londres              |                       |
| 39     | Faramondo               | 3 de gener de 1738     | King's Theatre, Londres                     |                       |
| 40     | Serse                   | 15 d'abril de 1738     | King's Theatre, Londres                     |                       |
| A14    | Giove in Argo (pastitx) | 1 de maig de 1739      | King's Theatre, Londres                     |                       |
| 41     | Imeneo                  | 22 de novembre de 1740 | Theater in Lincoln's Inn Fields, Londres    |                       |
| 42     | Deidamia                | 10 de gener de 1741    | Theater in Lincoln's Inn Fields, Londres    |                       |

### Oratoris
| Oratoris, drames musicals i "masques" |                                        |                                 |                                          |
| HWV                                   | Títol                                  | Estrena                         | Lloc                                     |
| 46a                                   | Il trionfo del Tempo e del Disinganno  | juny de 1707                    | Roma                                     |
| 46b                                   | Il trionfo del Tempo e della Verità    | 23 de març de 1737              | Londres                                  |
| 47                                    | La resurrezione                        | 8 de abril de 1708              | Roma                                     |
| 48                                    | Brockes Passion                        | 23 de març o 3 de abril de 1719 | Hamburg                                  |
| 49a                                   | Acis i Galatea (masque)                | probablement 1718               | prop de Londres                          |
| 49b                                   | Acis i Galatea (serenata)              | 10 de juny de 1732              | King's Theatre, Londres                  |
| 50a                                   | Esther (masque)                        | probablement 1718               | prop de Londres                          |
| 50b                                   | Esther                                 | 1 de maig de 1732               | King's Theatre, Londres                  |
| 51                                    | Deborah                                | 21 de febrer de 1733            | King's Theatre, Londres                  |
| 52                                    | Athalia                                | 10 de juliol de 1733            | Sheldonian Theatre, Oxford               |
| 53                                    | Saul                                   | 16 de gener de 1739             | King's Theatre, Londres                  |
| 54                                    | Israel in Egypt                        | 4 d'abril de 1739               | King's Theatre, Londres                  |
| 55                                    | L'Allegro, il Penseroso ed il Moderato | 27 de febrer de 1740            | Theater in Lincoln's Inn Fields, Londres |
| 56                                    | El Messies                             | 13 d'abril de 1742              | New Music Hall, Dublín                   |
| 57                                    | Samson                                 | 18 de febrer de 1743            | Covent Garden Theatre, Londres           |
| 58                                    | Semele                                 | 10 de febrer de 1744            | Covent Garden Theatre, Londres           |
| 59                                    | Joseph and his Brethren                | 2 de març de 1744               | Covent Garden Theatre, Londres           |
| 60                                    | Hercules                               | 5 de gener de 1745              | King's Theatre, Londres                  |
| 61                                    | Belshazzar                             | 27 de març de 1745              | King's Theatre, Londres                  |
| 62                                    | An Occasional Oratorio                 | 14 de febrer de 1746            | Covent Garden Theatre, Londres           |
| 63                                    | Judas Maccabaeus                       | 1 d'abril de 1747               | Covent Garden Theatre, Londres           |
| 64                                    | Joshua                                 | 9 de març de 1748               | Covent Garden Theatre, Londres           |
| 65                                    | Alexander Balus                        | 23 de març de 1748              | Covent Garden Theatre, Londres           |
| 66                                    | Susanna                                | 10 de febrer de 1749            | Covent Garden Theatre, Londres           |
| 67                                    | Solomon                                | 17 de març de 1749              | Covent Garden Theatre, Londres           |
| 68                                    | Theodora                               | 16 de març de 1750              | Covent Garden Theatre, Londres           |
| 69                                    | The Choice of Hercules                 | 1 de març de 1751               | Covent Garden Theatre, Londres           |
| 70                                    | Jephtha                                | 26 de febrer de 1752            | Covent Garden Theatre, Londres           |
| 71                                    | The Triumph of Time and Truth          | 11 de març de 1757              | Covent Garden Theatre, Londres           |
| 72                                    | Aci, Galatea e Polifemo                | 1708                            | Roma                                     |
| 73                                    | Il Parnasso in festa                   | 1734                            |                                          |
| 75                                    | Alexander's Feast                      | 19 de febrer de 1736            | King's Theatre, Londres                  |
| 76                                    | Ode for St. Cecilia's Day              | 22 de novembre de 1739          | Theater in Lincoln's Inn Fields, Londres |